# Ain't No Love Lost
„Ain't No Love Lost” este un cântec R&B al interepretei belgiene Hadise. Piesa a fost lansată ca cel de-al patrulea disc single al artistei, fiind inclus pe albumul său de debut, Sweat. „Ain't No Love Lost” a debutat pe locul 45 în Flandra, nereușind să obțină o clasare superioară.

## Clasamente
| Clasament                 | Poziția maximă | Referință |
| ------------------------- | -------------- | --------- |
| Ultratop 50 Singles Chart | 45             | [ 2 ]     |

## Lista cântecelor
Disc single distribuit în Belgia
1. „Ain't No Love Lost”
2. „Burdayım”